# Miroslav Vitouš
Miroslav Ladislav Vitouš (født 6. december 1947) i Prag, Tjekkiet, er en tjekkisk jazzkontrabassist. 
Vitouš imigrerede fra Tjekkiet til USA midt i 1960'erne. Han fik for alvor sit gennembrud i Chick Coreas trio på pladen Now He sings, Now He Sobs, hvor også Roy Haynes medvirker. 
Han var medstifter af fusionsgruppen Weather Report og har også spillet med bl.a. Lee Morgan, Freddie Hubbard, Miles Davis, Jan Garbarek, Wayne Shorter og Jan Hammer.
Han flyttede i 1988 tilbage til Prag og spiller stadig (per 2018) i USA og resten af verden.
Han har lavet en stribe soloindspilninger i eget navn og leder i dag egne ensembler.

## Galleri
Miroslav Vitous ved Aarhus Jazz Festival 2011 
Foto: Hreinn Gudlaugsson